# Lasiocaryum densiflorum
Lasiocaryum densiflorum là loài thực vật có hoa trong họ Mồ hôi. Loài này được (Duthie) I.M. Johnst. mô tả khoa học đầu tiên năm 1940.